# Peristéri BC
Peristéri BC (en grec :   Γυμναστικός Σύλλογος Περιστερίου ΚΑΕ / Gymnastikós Sýllogos Peristeríou,  ou Περιστέρι Γ.Σ. / Peristéri GS BC) est un club grec de basket-ball. Le club a été fondé en 1971 et est basé à Peristéri dans la banlieue d'Athènes.

## Historique
Le club est relégué en deuxième division à l'issue de la saison 2013-2014.

## Palmarès
National
- Champion de Grèce A2 : 1983, 1989, 2009

## Entraîneurs
- depuis 2022 :  Vasílios Spanoúlis
- 2021-2022  Milan Tomić
- 2021 :  Sotiris Manolopoulos (en)
- 2020-2021 :  Argýris Pedoulákis
- 2019-2020 :  Nikos Papanikolopoulos (en)
- 2019 :  Ilías Zoúros
- 2018-2019 :  Argýris Pedoulákis

## Joueurs célèbres ou marquants
| - Tzanis Stavrakopoulos - Michalis Pelekanos - Manolis Papamakarios - Dimitrios Tsaldaris - Yánnis Sioútis - Andréas Glyniadákis - Sotiris Manolopoulos | - Alphonso Ford - Byron Dinkins - Pete Mickeal - Larry Stewart - Priest Lauderdale - Marcus Faison - Will Daniels | - Clifford Hammonds - Milan Gurović - Marko Jarić - Franko Nakić - Alekseï Savrassenko - Adam Wójcik - Vangélis Mántzaris |